# Eleições legislativas portuguesas de 1976 nos Açores
| Eleições legislativas portuguesas de 1976 Distritos: Aveiro \| Beja \| Braga \| Bragança \| Castelo Branco \| Coimbra \| Évora \| Faro \| Guarda \| Leiria \| Lisboa \| Portalegre \| Porto \| Santarém \| Setúbal \| Viana do Castelo \| Vila Real \| Viseu \| Açores \| Madeira \| Estrangeiro |

## Resultados por Concelho
Os resultados nos concelhos da Região Autónoma dos Açores foram os seguintes:

### Angra do Heroísmo
| Partido                 | Partido                          | Votos  | %               |
| ----------------------- | -------------------------------- | ------ | --------------- |
|                         | Partido Popular Democrático      | 9 539  | 47,81 / 100,00  |
|                         | Partido Socialista               | 7 485  | 37,52 / 100,00  |
|                         | Centro Democrático e Social      | 1 594  | 7,99 / 100,00   |
|                         | Partido Comunista Português      | 375    | 1,88 / 100,00   |
|                         | Movimento de Esquerda Socialista | 247    | 1,24 / 100,00   |
|                         | Outros                           | 214    | 1,07 / 100,00   |
| Votos Inválidos         | Votos Inválidos                  | 498    | 2,49 / 100,00   |
| Total                   | Total                            | 19 952 | 100,00 / 100,00 |
| Eleitorado/Participação | Eleitorado/Participação          | 24 946 | 79,98 / 100,00  |

### Calheta
| Partido                 | Partido                     | Votos | %               |
| ----------------------- | --------------------------- | ----- | --------------- |
|                         | Partido Popular Democrático | 1 662 | 61,44 / 100,00  |
|                         | Centro Democrático e Social | 848   | 31,35 / 100,00  |
|                         | Partido Socialista          | 127   | 4,70 / 100,00   |
|                         | Outros                      | 42    | 1,55 / 100,00   |
| Votos Inválidos         | Votos Inválidos             | 29    | 1,07 / 100,00   |
| Total                   | Total                       | 2 705 | 100,00 / 100,00 |
| Eleitorado/Participação | Eleitorado/Participação     | 3 500 | 77,29 / 100,00  |

### Corvo
| Partido                 | Partido                     | Votos | %               |
| ----------------------- | --------------------------- | ----- | --------------- |
|                         | Partido Popular Democrático | 134   | 49,08 / 100,00  |
|                         | Partido Socialista          | 130   | 47,62 / 100,00  |
|                         | Centro Democrático e Social | 4     | 1,47 / 100,00   |
|                         | Outros                      | 2     | 0,73 / 100,00   |
| Votos Inválidos         | Votos Inválidos             | 3     | 1,10 / 100,00   |
| Total                   | Total                       | 273   | 100,00 / 100,00 |
| Eleitorado/Participação | Eleitorado/Participação     | 309   | 88,35 / 100,00  |

### Horta
| Partido                 | Partido                     | Votos  | %               |
| ----------------------- | --------------------------- | ------ | --------------- |
|                         | Partido Popular Democrático | 5 515  | 57,80 / 100,00  |
|                         | Partido Socialista          | 3 196  | 33,49 / 100,00  |
|                         | Centro Democrático e Social | 424    | 4,44 / 100,00   |
|                         | Partido Comunista Português | 159    | 1,67 / 100,00   |
|                         | Outros                      | 59     | 0,62 / 100,00   |
| Votos Inválidos         | Votos Inválidos             | 189    | 1,98 / 100,00   |
| Total                   | Total                       | 9 542  | 100,00 / 100,00 |
| Eleitorado/Participação | Eleitorado/Participação     | 11 069 | 86,20 / 100,00  |

### Lagoa
| Partido                 | Partido                     | Votos | %               |
| ----------------------- | --------------------------- | ----- | --------------- |
|                         | Partido Socialista          | 2 338 | 43,49 / 100,00  |
|                         | Partido Popular Democrático | 1 539 | 28,63 / 100,00  |
|                         | Centro Democrático e Social | 1 158 | 21,54 / 100,00  |
|                         | Partido Comunista Português | 74    | 1,38 / 100,00   |
|                         | Outros                      | 121   | 2,24 / 100,00   |
| Votos Inválidos         | Votos Inválidos             | 146   | 2,71 / 100,00   |
| Total                   | Total                       | 5 376 | 100,00 / 100,00 |
| Eleitorado/Participação | Eleitorado/Participação     | 6 944 | 77,42 / 100,00  |

### Lajes das Flores
| Partido                 | Partido                     | Votos | %               |
| ----------------------- | --------------------------- | ----- | --------------- |
|                         | Partido Popular Democrático | 566   | 52,07 / 100,00  |
|                         | Partido Socialista          | 400   | 36,80 / 100,00  |
|                         | Centro Democrático e Social | 74    | 6,81 / 100,00   |
|                         | Partido Comunista Português | 30    | 2,76 / 100,00   |
|                         | Outros                      | 5     | 0,46 / 100,00   |
| Votos Inválidos         | Votos Inválidos             | 12    | 1,10 / 100,00   |
| Total                   | Total                       | 1 087 | 100,00 / 100,00 |
| Eleitorado/Participação | Eleitorado/Participação     | 1 464 | 74,25 / 100,00  |

### Lajes do Pico
| Partido                 | Partido                     | Votos | %               |
| ----------------------- | --------------------------- | ----- | --------------- |
|                         | Partido Popular Democrático | 1 755 | 51,54 / 100,00  |
|                         | Partido Socialista          | 1 486 | 43,64 / 100,00  |
|                         | Centro Democrático e Social | 47    | 1,38 / 100,00   |
|                         | Outros                      | 39    | 1,14 / 100,00   |
| Votos Inválidos         | Votos Inválidos             | 78    | 2,29 / 100,00   |
| Total                   | Total                       | 3 405 | 100,00 / 100,00 |
| Eleitorado/Participação | Eleitorado/Participação     | 4 358 | 78,13 / 100,00  |

### Madalena
| Partido                 | Partido                     | Votos | %               |
| ----------------------- | --------------------------- | ----- | --------------- |
|                         | Partido Popular Democrático | 2 189 | 61,27 / 100,00  |
|                         | Partido Socialista          | 1 058 | 29,61 / 100,00  |
|                         | Centro Democrático e Social | 126   | 3,53 / 100,00   |
|                         | Partido Comunista Português | 70    | 1,96 / 100,00   |
|                         | Outros                      | 18    | 0,50 / 100,00   |
| Votos Inválidos         | Votos Inválidos             | 112   | 3,14 / 100,00   |
| Total                   | Total                       | 3 573 | 100,00 / 100,00 |
| Eleitorado/Participação | Eleitorado/Participação     | 4 338 | 82,37 / 100,00  |

### Nordeste
| Partido                 | Partido                     | Votos | %               |
| ----------------------- | --------------------------- | ----- | --------------- |
|                         | Partido Popular Democrático | 2 529 | 66,13 / 100,00  |
|                         | Partido Socialista          | 800   | 20,92 / 100,00  |
|                         | Centro Democrático e Social | 338   | 8,84 / 100,00   |
|                         | Outros                      | 83    | 2,17 / 100,00   |
| Votos Inválidos         | Votos Inválidos             | 74    | 1,93 / 100,00   |
| Total                   | Total                       | 3 824 | 100,00 / 100,00 |
| Eleitorado/Participação | Eleitorado/Participação     | 4 527 | 84,47 / 100,00  |

### Ponta Delgada
| Partido                 | Partido                     | Votos  | %               |
| ----------------------- | --------------------------- | ------ | --------------- |
|                         | Partido Socialista          | 11 955 | 40,57 / 100,00  |
|                         | Partido Popular Democrático | 11 714 | 39,76 / 100,00  |
|                         | Centro Democrático e Social | 3 758  | 12,75 / 100,00  |
|                         | Partido Comunista Português | 543    | 1,84 / 100,00   |
|                         | Outros                      | 745    | 2,52 / 100,00   |
| Votos Inválidos         | Votos Inválidos             | 750    | 2,55 / 100,00   |
| Total                   | Total                       | 29 465 | 100,00 / 100,00 |
| Eleitorado/Participação | Eleitorado/Participação     | 39 599 | 74,41 / 100,00  |

### Povoação
| Partido                 | Partido                          | Votos | %               |
| ----------------------- | -------------------------------- | ----- | --------------- |
|                         | Partido Popular Democrático      | 2 837 | 59,88 / 100,00  |
|                         | Partido Socialista               | 967   | 20,41 / 100,00  |
|                         | Centro Democrático e Social      | 574   | 12,11 / 100,00  |
|                         | Movimento de Esquerda Socialista | 49    | 1,03 / 100,00   |
|                         | Outros                           | 130   | 2,74 / 100,00   |
| Votos Inválidos         | Votos Inválidos                  | 181   | 3,82 / 100,00   |
| Total                   | Total                            | 4 738 | 100,00 / 100,00 |
| Eleitorado/Participação | Eleitorado/Participação          | 5 785 | 81,90 / 100,00  |

### Ribeira Grande
| Partido                 | Partido                     | Votos  | %               |
| ----------------------- | --------------------------- | ------ | --------------- |
|                         | Partido Popular Democrático | 6 464  | 50,02 / 100,00  |
|                         | Partido Socialista          | 4 296  | 33,25 / 100,00  |
|                         | Centro Democrático e Social | 1 101  | 8,52 / 100,00   |
|                         | Outros                      | 443    | 3,43 / 100,00   |
| Votos Inválidos         | Votos Inválidos             | 618    | 4,79 / 100,00   |
| Total                   | Total                       | 12 922 | 100,00 / 100,00 |
| Eleitorado/Participação | Eleitorado/Participação     | 16 455 | 78,53 / 100,00  |

### Santa Cruz da Graciosa
| Partido                 | Partido                          | Votos | %               |
| ----------------------- | -------------------------------- | ----- | --------------- |
|                         | Partido Popular Democrático      | 1 911 | 64,19 / 100,00  |
|                         | Partido Socialista               | 858   | 28,82 / 100,00  |
|                         | Movimento de Esquerda Socialista | 45    | 1,51 / 100,00   |
|                         | Partido Comunista Português      | 43    | 1,44 / 100,00   |
|                         | Centro Democrático e Social      | 37    | 1,24 / 100,00   |
|                         | Outros                           | 14    | 0,48 / 100,00   |
| Votos Inválidos         | Votos Inválidos                  | 69    | 2,32 / 100,00   |
| Total                   | Total                            | 2 977 | 100,00 / 100,00 |
| Eleitorado/Participação | Eleitorado/Participação          | 4 308 | 69,10 / 100,00  |

### Santa Cruz das Flores
| Partido                 | Partido                     | Votos | %               |
| ----------------------- | --------------------------- | ----- | --------------- |
|                         | Partido Popular Democrático | 832   | 63,32 / 100,00  |
|                         | Partido Socialista          | 257   | 19,56 / 100,00  |
|                         | Centro Democrático e Social | 178   | 13,55 / 100,00  |
|                         | Outros                      | 9     | 0,68 / 100,00   |
| Votos Inválidos         | Votos Inválidos             | 38    | 2,89 / 100,00   |
| Total                   | Total                       | 1 314 | 100,00 / 100,00 |
| Eleitorado/Participação | Eleitorado/Participação     | 1 791 | 73,37 / 100,00  |

### São Roque do Pico
| Partido                 | Partido                     | Votos | %               |
| ----------------------- | --------------------------- | ----- | --------------- |
|                         | Partido Popular Democrático | 1 149 | 54,84 / 100,00  |
|                         | Partido Socialista          | 751   | 35,85 / 100,00  |
|                         | Centro Democrático e Social | 66    | 3,15 / 100,00   |
|                         | Partido Comunista Português | 29    | 1,38 / 100,00   |
|                         | Outros                      | 10    | 0,48 / 100,00   |
| Votos Inválidos         | Votos Inválidos             | 90    | 4,29 / 100,00   |
| Total                   | Total                       | 2 095 | 100,00 / 100,00 |
| Eleitorado/Participação | Eleitorado/Participação     | 2 702 | 77,54 / 100,00  |

### Velas
| Partido                 | Partido                     | Votos | %               |
| ----------------------- | --------------------------- | ----- | --------------- |
|                         | Centro Democrático e Social | 1 649 | 47,21 / 100,00  |
|                         | Partido Popular Democrático | 1 501 | 42,97 / 100,00  |
|                         | Partido Socialista          | 217   | 6,21 / 100,00   |
|                         | Outros                      | 72    | 2,05 / 100,00   |
| Votos Inválidos         | Votos Inválidos             | 54    | 1,55 / 100,00   |
| Total                   | Total                       | 3 493 | 100,00 / 100,00 |
| Eleitorado/Participação | Eleitorado/Participação     | 4 210 | 82,97 / 100,00  |

### Vila do Porto
| Partido                 | Partido                          | Votos | %               |
| ----------------------- | -------------------------------- | ----- | --------------- |
|                         | Partido Popular Democrático      | 2 026 | 56,72 / 100,00  |
|                         | Partido Socialista               | 839   | 23,49 / 100,00  |
|                         | Centro Democrático e Social      | 378   | 10,58 / 100,00  |
|                         | MRPP                             | 51    | 1,43 / 100,00   |
|                         | Partido Comunista Português      | 44    | 1,23 / 100,00   |
|                         | Aliança Operária Camponesa       | 42    | 1,18 / 100,00   |
|                         | Movimento de Esquerda Socialista | 40    | 1,12 / 100,00   |
| Votos Inválidos         | Votos Inválidos                  | 152   | 4,26 / 100,00   |
| Total                   | Total                            | 3 572 | 100,00 / 100,00 |
| Eleitorado/Participação | Eleitorado/Participação          | 4 765 | 74,96 / 100,00  |

### Vila Franca do Campo
| Partido                 | Partido                          | Votos | %               |
| ----------------------- | -------------------------------- | ----- | --------------- |
|                         | Partido Popular Democrático      | 2 687 | 49,78 / 100,00  |
|                         | Partido Socialista               | 1 929 | 35,74 / 100,00  |
|                         | Centro Democrático e Social      | 401   | 7,43 / 100,00   |
|                         | Partido Comunista Português      | 92    | 1,70 / 100,00   |
|                         | Movimento de Esquerda Socialista | 68    | 1,26 / 100,00   |
|                         | Outros                           | 80    | 1,49 / 100,00   |
| Votos Inválidos         | Votos Inválidos                  | 141   | 2,62 / 100,00   |
| Total                   | Total                            | 5 398 | 100,00 / 100,00 |
| Eleitorado/Participação | Eleitorado/Participação          | 7 026 | 76,83 / 100,00  |

### Vila Praia da Vitória
| Partido                 | Partido                          | Votos  | %               |
| ----------------------- | -------------------------------- | ------ | --------------- |
|                         | Partido Popular Democrático      | 6 407  | 55,84 / 100,00  |
|                         | Partido Socialista               | 3 637  | 31,70 / 100,00  |
|                         | Centro Democrático e Social      | 777    | 6,77 / 100,00   |
|                         | Partido Comunista Português      | 143    | 1,25 / 100,00   |
|                         | Movimento de Esquerda Socialista | 118    | 1,03 / 100,00   |
|                         | Outros                           | 154    | 1,34 / 100,00   |
| Votos Inválidos         | Votos Inválidos                  | 237    | 2,07 / 100,00   |
| Total                   | Total                            | 11 473 | 100,00 / 100,00 |
| Eleitorado/Participação | Eleitorado/Participação          | 14 646 | 78,34 / 100,00  |